# Gare d'Huopalahti
La gare de Huopalahti (en finnois : Huopalahden rautatieasema, suédois : Hoplax järnvägsstation) est une gare ferroviaire et routière située dans le quartier de Etelä-Haaga à Helsinki en Finlande.

## Patrimoine ferroviaire

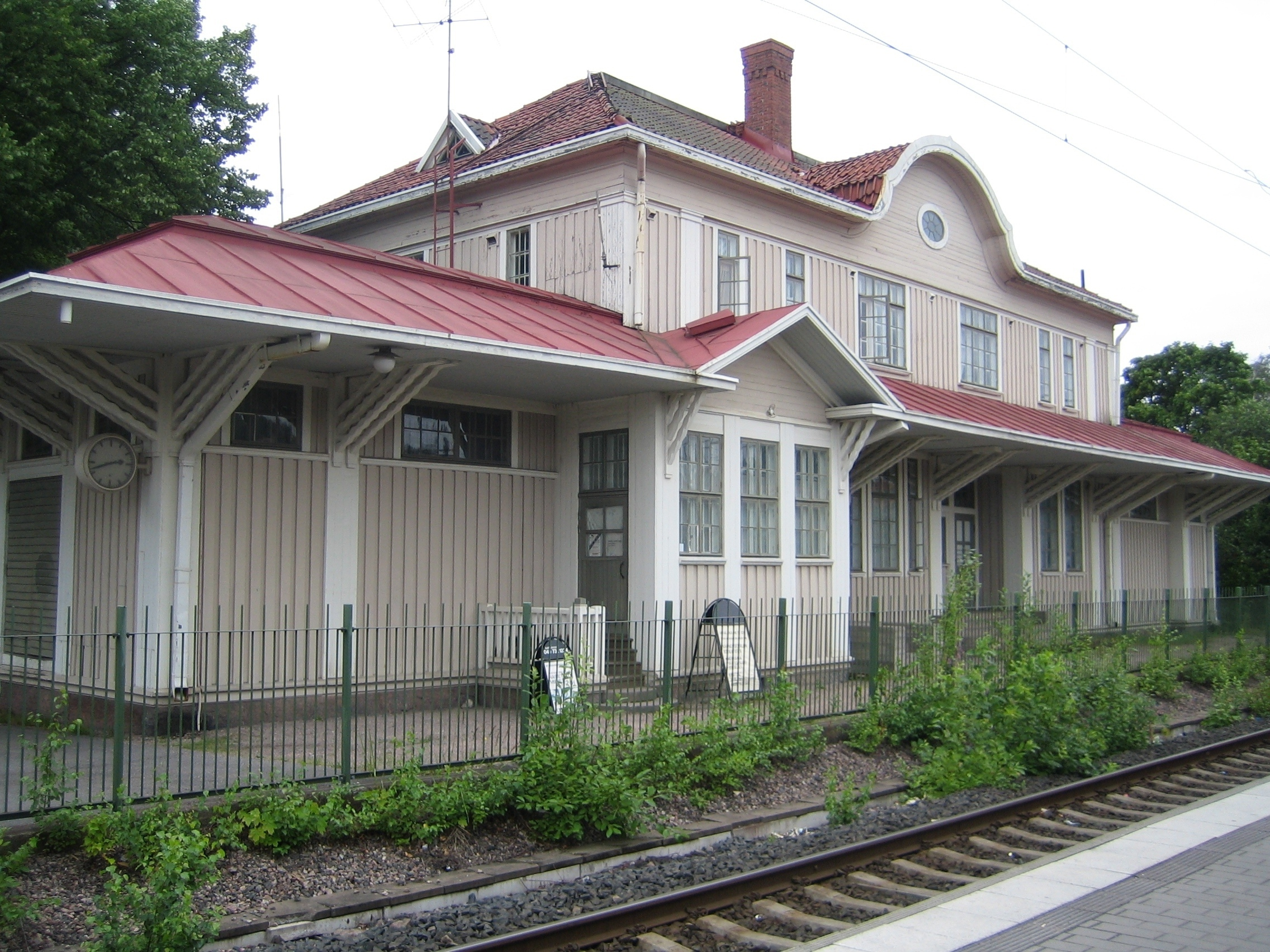
Ancien bâtiment voyageurs.